# Albacete Balompié 2022-2023
Questa voce raccoglie le informazioni riguardanti l'Albacete Balompié nelle competizioni ufficiali della stagione 2022-2023.

## Maglie e sponsor
| Casa | Trasferta |

Sponsor ufficiale: Iner Energia
Fornitore tecnico: Adidas

## Rosa

### Rosa 2022-2023
Rosa aggiornata al 7 febbraio 2023.
| N. |                      | Ruolo | Calciatore       |
| -- | -------------------- | ----- | ---------------- |
| 1  | Spagna (bandiera)    | P     | Bernabé Barragán |
| 2  | Camerun (bandiera)   | D     | Mohammed Djetei  |
| 3  | Spagna (bandiera)    | C     | Juan Antonio Ros |
| 5  | Spagna (bandiera)    | C     | Maikel Mesa      |
| 6  | Francia (bandiera)   | D     | Flavien Boyomo   |
| 7  | Spagna (bandiera)    | A     | Juanma García    |
| 8  | Spagna (bandiera)    | C     | Fran Álvarez     |
| 10 | Spagna (bandiera)    | C     | Manu Fuster      |
| 11 | Venezuela (bandiera) | A     | Jovanny Bolívar  |
| 12 | Spagna (bandiera)    | A     | Higinio Marín    |
| 13 | Spagna (bandiera)    | P     | Diego Altube     |
| 14 | Spagna (bandiera)    | C     | Sergi Maestre    |

| N. |                    | Ruolo | Calciatore        |
| -- | ------------------ | ----- | ----------------- |
| 16 | Spagna (bandiera)  | C     | Jonathan Dubasin  |
| 17 | Spagna (bandiera)  | D     | Julio Alonso      |
| 18 | Spagna (bandiera)  | C     | Riki Rodríguez    |
| 19 | Spagna (bandiera)  | C     | Lander Olaetxea   |
| 20 | Islanda (bandiera) | D     | Diegui            |
| 21 | Spagna (bandiera)  | A     | Dani Escriche     |
| 22 | Spagna (bandiera)  | D     | Carlos Isaac      |
| 23 | Spagna (bandiera)  | D     | Álvaro Rodríguez  |
| 24 | Spagna (bandiera)  | D     | Cristian Glauder  |
| 26 | Spagna (bandiera)  | D     | Juan María Alcedo |
| 27 | Spagna (bandiera)  | C     | Rodri             |